# Марк Дос Сантос
Марк Дос Сантос (англ. Marc Dos Santos, нар. 26 травня 1977, Монреаль) — канадський футбольний тренер. З 2022 року входить до тренерського штабу клубу «Лос-Анджелес».

## Ранні роки життя та юнацька кар'єра
Марк Дос Сантос народився 1977 року в місті Монреаль. Займався футболом у юнацькій команді португальського клубу «Бейра-Мар», проте на професійному рівні у футбол не грав, і невдовзі розпочав займатися тренерською діяльністю.

## Кар'єра тренера
Марк Дос Сантос розпочав тренерську кар'єру 2007 року, очоливши тренерський штаб клубу «Труа-Рів'єр Атта», де пропрацював з 2007 по 2008 рік. У 2008 Дос Сантос увійшов до тренерського штабу клубу Північноамериканської футбольної ліги «Монреаль Імпакт», а в 2009 сам очолив клуб. У монреальському клубі тренер працював до 2011 року, після чого поїхав на роботу до Бразилії. Там канадський тренер очолював молодіжну команду клубу «Прімейра Каміза», юнацьку команду клубу «Палмейрас», а також працював спортивним директором клубу «Деспортіво Бразил».
У 2013 році Дос Сантос повернувся до Канади, де очолив тренерський штаб команди USL «Оттава Ф'юрі», в якому працював до 2015 року. У 2015 році канадський тренер увійшов до тренерського штабу клубу MLS «Спортінг Канзас-Сіті», а наступного року також очолював його резервну команду. У 2017 році Дос Сантос очолював команду Північноамериканської футбольної ліги «Сан-Франциско Делтаз». У 2018 році канадець входив до тренерського штабу клубу MLS «Лос-Анджелес».
У 2018 році Марк Дос Сантос уперше за кар'єру очолив клуб MLS «Ванкувер Вайткепс», у якому працював до 2021 року. З 2022 року Дос Сантос знову працює асистентом головного тренера клубу «Лос-Анджелес».